# Ardisia eugenioides
Ardisia eugenioides är en viveväxtart som beskrevs av C.L. Lundell. Ardisia eugenioides ingår i släktet Ardisia och familjen viveväxter. Inga underarter finns listade i Catalogue of Life.